# Joakim S. Ormsmarck
Morris Joakim Archibald Salmela Ormsmarck (tidigare Andersson), född 9 mars 1980 i Östra Sallerup, Malmöhus län, är en svensk medieentreprenör. Han utbildade sig i kommunikation och media 2000–2004 på högskolan i Halmstad.
Ormsmarck är sedan mars 2017 ansvarig utgivare för den veckoutgivna nyhetstidningen Bjäre Nu i Båstads kommun. Tidningens upplaga är 9 000.
Han är sedan 1 november 2021 även chefredaktör för Laholms Tidning. Tidningen såldes 2021 av Bonnier News, som genom bolaget Lokaltidningen hade ägt den i tre år, till företaget Made in Båstad AB, där Ormsmarck är delägare tillsammans med sin hustru Julia Salmela Ormsmarck. Tidningen har två reportrar anställda, och en upplaga på över 13 000.
I december 2022 förvärvades även Smålänningen Xtra som blev en del Made in Båstad AB tidningsgrupp sedan även denna titel köpts av Bonnier News. Senare har denna tidning delats upp i editionerna Ljungby NU samt Älmhult NU samtidigt som bevakningen av Markaryds idag ligger under Laholms Tidning.[källa behövs]
Den 29 maj 2023 offentliggjordes att Bonnier News Local sålt ytterligare en titel till Made in Båstad AB då Lokaltidningen Söderåsen bytte ägare. 
I maj 2024 startades ytterligare två tidningar i Halmstad när månadstidningarna Halmstad NU och Cityliv blev en del av Made in Båstad AB:s koncern.  Den sistnämnda tidningens produceras av Julia Salmela Ormsmarck.[källa behövs]
Ormsmarck startade under våren 2024 ett nationellt säljbolag tillsammans med ytterligare sju lokala mediehus i landet. 
Made in Båstad AB utsågs 2023 till Årets Ambassadör i Båstad av Swedbank och Båstad Turism & Näringsliv. En utmärkelse som tidigare bland annat tillfallit Erik Paulsson, Hasse Andersson och Swedish Open. 